# Sven Persson i Appuna
Sven Persson, Persson i Appuna, född 7 januari 1911 i Appuna församling, död 2 mars 1985 i Skänninge, var en svensk lantarbetare och politiker (s).
Persson var ledamot av riksdagens andra kammare 1949-1970, invald i Östergötlands läns valkrets.
Persson var gift med Svea och de hade tillsammans fem barn. Två tvillingkullar (Per-Olov och Anne-Marie samt Hans och Margareta) och dottern Lena.